# Balatonfüred
Balatonfüred là một thành phố thuộc hạt Veszprém, Hungary. Thành phố này có diện tích 46,45 km², dân số năm 2010 là 13401 người, mật độ 289 người/km².